# Husik Zohrabian
Husik Zohrabian (n. 5 noiembrie 1871, Noul Nahicevan - d. 23 octombrie 1942) a fost un teolog armean, care a condus Biserica Armeană din România între anii 1920-1942. În anul 1931 a fost hirotonit ca episcop.
Prin legea pentru înființarea Eparhiei armene, toate comunitățile armenești din România erau adunate într-o organizație centrală, cu sediul la București. După câtva timp, au fost ratificate și statutele acestei noi Episcopii armene (Monitorul Oficial nr. 286, 7 decembrie 1931). Cel dintâi episcop al Eparhiei armene nou înființate din țara noastră a fost Husik Zohrabian, care a fost recunoscut în această funcție prin Decretul din 27 noiembrie 1931 (Monitorul Oficial nr. 259, 5 decembrie 1931).
A trecut la cele veșnice la data de 23 octombrie 1942 și a fost înmormântat în capela cimitirului armenesc din București.